# Круговая мышца глаза
Круговая мышца глаза (лат. m. orbicularis oculi) — одна из мимических мышц головы, которая располагается под кожей и прикрывает передние отделы глазницы. 

## Анатомия

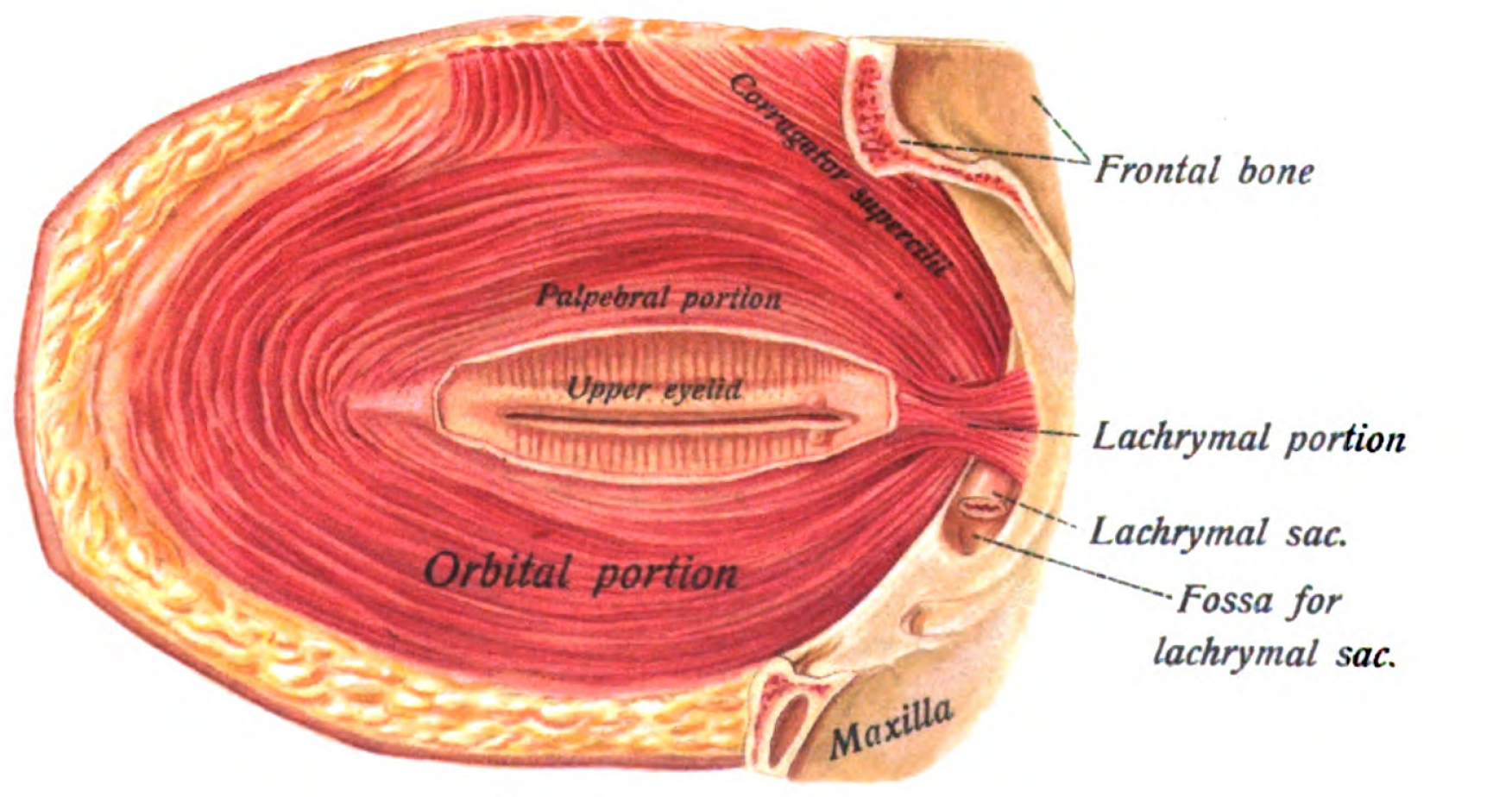

В мышце различают три части: глазничную (лат. pars orbitalis), слёзную (лат. pars lacrimalis), или глубокую (лат. pars profunda), и вековую (лат. pars palpebralis) части, в которой различают верхнюю (лат. pars superior) и нижнюю части (лат. pars inferior). Все три части мышцы берут начало в области медиального угла глаза.
Глазничная часть (лат. pars orbitalis) начинается от медиальной связки века (лат. lig. palpebrale mediale), лобного отростка верхней челюсти (лат. processus frontalis maxillae), носовой части лобной кости (лат. pars nasalis ossis frontalis) и следует вдоль верхнего и нижнего краёв глазницы, окружая глазницу, возвращается на место; вплетается в лобное брюшко затылочно-лобной мышцы (лат. venter frontalis musculi occipitofrontalis) и в мышцу, сморщивающая бровь (лат. m. corrugator supercilii). Внутренние пучки мышцы в области латеральной связки века (лат. lig. palpebrale laterale) образуют латеральный шов век (лат. raphe palpebralis lateralis). Снизу мышца слегка перекрывает соседние мышцы — мышцу, поднимающую верхнюю губу и крыло носа (лат. m. levator labii superioris aleque nasi), мышцу, поднимающую верхнюю губу (лат. m. levator labii superioris) и малую скуловую мышцу (лат. m. zygomaticus minor).
Вековая часть (лат. pars palpebralis) представлена тонким слоем мышечных пучков и является продолжением глазничной части, которая располагается непосредственно под кожей век. В ней в свою очередь выделяют две части — верхнюю (лат. pars superior) и нижнюю (лат. pars inferior). Они начинаются соответственно от верхнего и нижнего краёв медиальной связки века (лат. lig. palpebrale mediale) и направляются к латеральному углу глаза, где прикрепляются к латеральной связке века (лат. lig. palpebrale laterale), часть волокон прикрепляется к надкостнице латеральной стенки глазницы.
Слёзная (лат. pars lacrimalis), или глубокая (лат. pars profunda), часть начинается от заднего гребня слёзной кости (лат. crista lacrimalis posterior) и делится на две части, которые охватывают спереди и сзади слёзный мешок, при этом часть волокон прикрепляется к нему, часть — к хрящу века рядом со слёзными канальцами, оставшиеся волокна сливаются с вековой частью (лат. pars palpebralis).

### Связки
Медиальная связка века (лат. lig. palpebrale mediale) представляет собой фиброзный тяж, который стабилизирует тарзальные пластинки и неразрывно связан с круговой мышцей глаза. Верхняя и нижняя части вековой части круговой мышцы глаза своими поверхностными пучками вплетаются в связку, в то время как глубокие пучки — в фасцию слёзного мешка.
Латеральная связка века (лат. lig. palpebrale laterale) образована плотной фиброзной тканью, происходящей из тарзальной пластинки. Связка направляется к перегородке глазницы и прикрепляется к глазному бугорку.

### Иннервация
Иннервация всех трёх частей круговой мышцы глаза осуществляется за счёт височных и скуловых ветвей лицевого нерва (лат. rr. temporales et zygomatici nervi facialis).

### Кровоснабжение
Кровоснабжение всех трёх частей круговой мышцы глаза осуществляется за счёт лицевой, поверхностной височной, надглазничной, подглазничной артерий (лат. aa. facialis, temporalis superficialis, infraorbitalis, supraorbitalis).

## Функции
Глазничная часть (лат. pars orbitalis) суживает глазничную щель, образует складки в окружности глазницы и разглаживает поперечные складки в области кожи лба. Вековая часть (лат. pars palpebralis) при сокращении смыкает веки, при этом верхние пучки тянут кожу бровей вниз, нижние пучки тянут кожу щеки вверх. Слёзная часть (лат. pars lacrimalis) при своём сокращении расширяет слёзный мешок и слезные каналы, способствуя отведению слёзной жидкости. Сокращаясь целиком, мышца зажмуривает глаза, при этом кожа вокруг глаз образует радиальные складки.

### Сайты
- Eyelid Anatomy: Overview, Surface Anatomy, Skin and Subcutaneous Tissue. — 2018.